# Mencjusz
Mencjusz (371-ok. 289 p.n.e.) – filozof chiński, jeden z najważniejszych kontynuatorów doktryny Konfucjusza.
Urodził się jako Meng Ke (孟軻) w Okresie Walczących Królestw, w małym państwie Zou, położonym w dzisiejszej prowincji Shandong. Pobierał nauki u uczniów wnuka Konfucjusza, Zisi. Wzorem Konfucjusza podróżował po chińskich królestwach. Przez pewien czas przebywał na dworze króla Xuana w Qi i króla Hui w Liang. Ostatecznie rozczarowany niemożnością wcielenia swoich poglądów w życie, wycofał się z życia publicznego i oddał nauczaniu.

## Nauczanie
Poglądy Mencjusza zostały wyłożone w przypisywanej mu księdze nazwanej jego imieniem, wchodzącej w skład czteroksięgu konfucjańskiego.
Mencjusz uważał, że człowiek jest z natury dobry, podstawy cnót mają wrodzony charakter, ale człowiek musi ich strzec i je rozwijać. Każdy człowiek ma takie same możliwości doskonalenia cnót moralnych, a zło jest wynikiem niewłaściwego wychowania i wpływu otoczenia. Rozwijanie cnót u młodych ludzi jest zadaniem rodziców, nauczycieli i uczonych. O stanie państwa rozstrzyga moralność władcy i jego otoczenia. Wyróżniał dwa rodzaje władców: dobrego króla-mędrca i tyrana rządzącego przy użyciu siły. Ludzie mają obowiązek podporządkowywać się cnotliwemu władcy, natomiast władca postępujący niemoralnie traci mandat Niebios i poddani mają prawo do buntu przeciw niemu. 
Zdaniem Mencjusza współczucie jest początkiem humanitarności, wstyd z powodu złych uczynków jest zaczątkiem prawości, skromność i ustępliwość są zaczątkiem właściwego zachowania, a poczucie dobra i zła zaczątkiem mądrości. Człowiek posiada te 4 zaczątki i powinien je rozwijać. Jeśli je rozwinie staną się 4 cnotami. Rozwój zaczątków następuje naturalnie, chyba że zostałyby zablokowane i stłumione przez warunki zewnętrzne. Te 4 zaczątki odróżniają człowieka od zwierząt.
Zalecał stopniowanie miłości (należy kochać rodzinę, a dla ludu być humanitarnym)
Mencjusz traktował wszechświat jako kosmos moralny, a człowieka jako jego część. Człowiek dzięki samodoskonaleniu się może odkryć doskonałość w moralności i kompletności istnienia. Nauczał o Wielkim Morale (Haoranzhi qi), odnoszącym się do relacji człowieka z kosmosem, co ma wartość nadmoralną.
- Metoda kształtowania w sobie Wielkiego morale obejmowała: rozumienie drogi, zasady prowadzącej do doskonałości,
- gromadzenie prawości – czyli czynienie to co człowiek musi pełnić, wykonywać jako obywatel wszechświata.

Połączenie tych dwóch aspektów Mencjusz zwie połączeniem Dao i prawości.

## Tłumaczenia na język polski
- Mencjusz z wybranymi komentarzami (tłumaczenie, wstęp i opracowanie Małgorzata Religa), Państwowy Instytut Wydawniczy 2021, ISBN 978-83-8196-333-6